# Camif
Camif Matelsom est une entreprise française de commerce en ligne spécialisée dans l'aménagement local et durable de la maison. Fondée en 1947 par Edmond Proust, elle était à l'origine la Coopérative des adhérents à la mutuelle des instituteurs de France (MAIF). Elle s'est ouverte ensuite à des adhérents d'autres mutuelles.
En octobre 2008, la maison-mère et la principale filiale sont mises en liquidation judiciaire.
En mars 2009, un autre groupe, le groupe Matelsom, sous l'impulsion d'Emery Jacquillat, son fondateur, relance la marque sur internet et cesse d'en limiter l'accès à des adhérents de telle ou telle mutuelle.
En janvier 2022, la MAIF acquiert 82 % du capital de Camif.

## Historique
En 1947, Edmond Proust crée la Camif pour aider les sociétaires MAIF à se rééquiper après-guerre. Deux ans plus tard, la Camif devient une société anonyme coopérative à capital et personnel variables, réservée aux membres de l’Éducation nationale, sociétaires de la MAIF.
La CAMIF emménage en 1963 avenue de Paris, à Niort, sur une superficie de 2 000 m2 environ. Elle y ouvre son premier magasin. L'entreprise recourt progressivement aux mêmes techniques commerciales que ses principales concurrentes (comme La Redoute ou les 3 Suisses, dans la vente par correspondance), utilisant des relances téléphoniques, et des opérations promotionnelles. Mais elle s'en distingue par son laboratoire, où des ingénieurs testent une partie des objets vendus, allant jusqu'à demander aux fabricants de simplifier les appareils qu'ils considèrent comme techniquement de bonne qualité, mais que leur sophistication exagérée rend trop chers.
Elle crée également d'autres points de vente en France.
En 2006, la CAMIF était la troisième entreprise française de vente à distance. Elle a multiplié des partenariats avec d'autres mutuelles que la MAIF, s'ouvrant à leurs adhérents respectifs, ce qui fait réagir ce partenaire initial,.
Le 23 octobre 2008, la filiale Camif particuliers ainsi que la maison mère Camif SA sont placées en cessation de paiements. Le 27 octobre 2008, le tribunal de commerce de Niort décide la mise en liquidation judiciaire de la filiale de vente aux particuliers. Camif SA est quant à elle placée en redressement judiciaire pour une durée d'observation de six mois,. Trois ans plus tard, le procureur de la République de Niort classe sans suite toutes les plaintes de consommateurs enregistrées depuis la liquidation de la société.
En 2009, Emery Jacquillat, entrepreneur et fondateur de Matelsom, relance Camif. Le site camif.fr est remis en ligne le 1er juillet, recentré sur l’équipement français et durable de la maison.
Le 8 juillet 2010, le siège social est transféré de Nanterre à Niort.
Le 29 juillet 2013, la société Groupe Matelsom prend le nom de « Camif Matelsom ».
En 2015, Camif fait partie des 20 premières entreprises françaises labélisées BCorp, une certification innovante qui reconnaît l'impact positif de son nouveau modèle d'affaires. Cette année est aussi celle du 1er budget collaboratif et de la création de la Cellule'OSE/.
En 2016, en tant que BCorp, Camif est nommée Best for the World dans la catégorie communauté, une distinction la plaçant parmi le top 10 % des 2 360 Bcorp dans le monde pour son score sur l'impact positif sur l'économie locale.
En 2017, Camif devient l’une des premières sociétés à objet social étendu (SOSE) en France. La même année, Camif boycotte le Black Friday pour la première fois, en fermant son site pour sensibiliser à la consommation responsable et lance son projet Camif EDITION autour de l'économie circulaire.
En 2020, après un vote à l'unanimité à l'assemblée générale extraordinaire, Camif franchit une nouvelle étape en inscrivant dans ses statuts cinq objectifs sociaux et environnementaux associés à sa mission d'entreprise et lui permettant d'obtenir officiellement la qualité de entreprise à mission :
1. informer, sensibiliser et donner les moyens pour une consommation plus responsable ;
2. dynamiser l'emploi sur nos territoires et favoriser l'insertion ;
3. faire de l'économie circulaire notre standard ;
4. proposer les meilleurs produits possibles pour la santé ;
5. transformer l'entreprise et participer à la réinvention de nos filières.

En 2021, Camif stoppe l'importation et propose aujourd'hui une offre de produits 100 % européenne, dont 78 % de produits français.
En novembre 2021, la MAIF annonce qu'elle détiendra 82 % du capital de Camif Matelsom en janvier 2022.

## Activité, rentabilité, effectif
|                                        | 2016   | 2017    | 2018    | 2019    |
| -------------------------------------- | ------ | ------- | ------- | ------- |
| Chiffre d'affaires en milliers d'euros | 38 424 | 37 399  | 34 790  | 35 352  |
| Résultat net en milliers d'euros       | + 72   | - 1 744 | - 3 372 | - 2 507 |
| Effectif moyen annuel                  | 49     | 55      | 53      | 57      |

## Culture populaire
Selon l'expression du journal Le Monde, la CAMIF faisait partie du « maillage identitaire » des enseignants français. Ainsi, on parle parfois de « classes CAMIF » pour désigner des filières d'enseignement dans lesquelles les enfants d'enseignants ont la réputation d'être surreprésentés. De même, l'entreprise est citée à plusieurs reprises dans la bande dessinée Les Profs.